# 林真亦
林真亦（1992年10月5日—），臺灣女性模特兒、演員。2017年加入AHQ，成為旗下《傳說對決》戰隊的隊經理。在電影《角頭2》扮「壞壞」古斌的女友「美娜」，演技吸睛，在網路上引起極高討論度，在戲中的幾句台詞也成為劇中金句。在尖端出版推出個人數位寫真集《真心真亦》。在節目中個性開朗愛笑，被媒體稱為「微笑女神」。

## 生平
父親屬凱達格蘭族的雷朗族，從小因為父母工作緣故而南下居住，在高雄縣彌陀鄉長大。
她在2007年贏得第12屆高雄市木棉花小姐冠軍。2012年代表台灣至義大利參加國際汽車小姐選美，獲得由60國佳麗投票選出等同第二名的最佳人緣獎。同年代表台灣至泰國參加國際美顏小姐選美，獲得最佳氣質獎。
2019年簽約加入宏將多利安。

## 戲劇作品

### 電影
- 2014年《大宅們》飾車馬妹
- 2016年《報告班長7》飾小米
- 2016年《大尾鱸鰻2》飾雞排店老闆娘
- 2016年《最萌身高差》飾啦啦隊隊員
- 2016年《萌學園：尋找磐古》飾老師
- 2018年《角頭2：王者再起》飾美娜
- 2023年《不能流淚的悲傷》飾車站妹
- 2023年《速命道》飾熱血
- 2025年《角頭—鬥陣欸》飾曉波
- 2026年《我的網紅女兒》飾

### 電視劇/電視電影
- 2015年 大愛長情劇展《文武親家》飾黃曉薇
- 2018年《N世代》飾夏晴
- 2019年《女拳至上》飾簡若思
- 2020年 公視人生劇展《沉默之槍》飾雪兒

### 微電影
- 2015央視《掌心痣》飾 小葉
- 2016《愛奇藝QIY VR》飾 女主角
- 2018愛奇藝《刀山火海》飾 安娜
- 2018愛奇藝《潮州幫》飾 小英

## 電視節目

### 目前主持
| 頻道       | 節目           | 備註                       |
| ---------- | -------------- | -------------------------- |
| 狼谷育樂台 | 《星光歡樂城》 | 與徐乃麟、巫苡萱共同主持。 |

### 綜藝
- 2014年《侯麻吉》麻吉girl
- 2015-2016年《瘋神無雙》固定班底

### MV
- 2015 音樂微電影《天使去哪兒》飾女主角

## 廣告
- 2012 台茂購物中心 飾女主角
- 2012 福特汽車 飾女主角
- 2013 中國大陸可口可樂
- 2014 高露潔牙膏國際篇 飾女角一
- 2014 yes123 APP 飾女主角
- 2014 歐護防蚊液國際篇 飾女主角
- 2014 正光金斯膏 飾野蠻女友
- 2014 葉黃素口服液 飾女配
- 2014 妮維亞網路影片 飾女配
- 2014 青島啤酒熱炒篇 飾女配
- 2014 阿瘦皮鞋 飾女配角
- 2014 蠻牛 飾女配角
- 2015 家樂福 飾長大後的姐姐
- 2015 UNIQLO 飾女友
- 2015 台灣大哥大 飾店長
- 2016 中國大陸脈動飲料 飾性感女
- 2017 房地產河景站 飾女主角
- 2017 3M魔力扣 飾女主角
- 2017 EYLS面膜絲襪 飾女主角
- 2017 月老銀行 飾女主角
- 2018 Toyota 飾女主角
- 2018 7-11半筋半肉牛肉麵 飾女主角
- 2018 中國大陸金笛感冒藥 飾女主角
- 2018 7-11櫻花拉拉熊 飾女主角
- 2021 HINO Taiwan 飾女主角

## 外部連結
- 林真亦的Facebook專頁
- 林真亦的Instagram帳戶
- 林真亦的新浪微博
- 林真亦的Twitch频道
- YouTube上的林真亦頻道